# Bühlertal
Bühlertal est une commune allemande, située dans le Land de Bade-Wurtemberg et l'arrondissement de Rastatt.

## Géographie
Bühlertal se situe au débouché d'une vallée descendant de la Forêt-Noire. Le territoire de la commune s'étage entre 190 et 1 000 m d'altitude, l'essentiel de l'habitat étant concentré en léger surplomb du Fossé rhénan, dont l'altitude moyenne est à cet endroit d'environ 130 m.

### Communes limitrophes
Bühlertal est limitrophe :
- dans le Land de Bade-Wurtemberg :
  - au sein de l'arrondissement de Rastatt :
    - au nord, à l'ouest et au sud, de la ville de Bühl,

  - à l'est, de la ville-arrondissement de Baden-Baden, dans une de ses parties montagneuse et boisée (Forêt-Noire).

## Histoire
Bühlertal est mentionné pour la première fois en 1301.Il appartenait alors au domaine du comte d'Eberstein. Les margraves de Bade possédaient le village depuis 1536; mais en 1688, le village revint au margraviat de Bade où il appartenait au district de Bühl. Celui-ci deviendra plus tard l'arrondissement de Bühl. L'arrondissement de Bühl disparaît en 1973 pour devenir celui de Rastatt.

## Administration
Les maires successifs de Bühlertal furent :
- 1832–1848: Georg Ziegler
- 1848–1863: Martin Strahl
- 1863–1869: Franz Müller
- 1869–1871: Franz Fritz
- 1871–1877: Konrad Kern
- 1877–1880: Franz Xaver Fritz
- 1880–1904: Reinhard Geiser
- 1904–1916: Reinhard Kern
- 1916–1919: Adolf Irth
- 1919–1921: Albert Bäuerle
- 1922–1931: Dr. Ernst Booz
- 1931–1945: Karl Fauth
- Avril 1945–Août 1945: Alois Mildenberger
- Septembre 1945–1964: Karl Braxmaier
- 1964–1992: Benno Huber
- 1992–2005: Jürgen Bäuerle, CDU
- 2005–2008: Michael Stockenberger
- Depuis 2008: Hans-Peter Braun (élu le 1er juin, fin du mandat : 1er septembre 2008)

## Jumelages
- Faverges  (France) depuis 1990[1]

Bühlertal
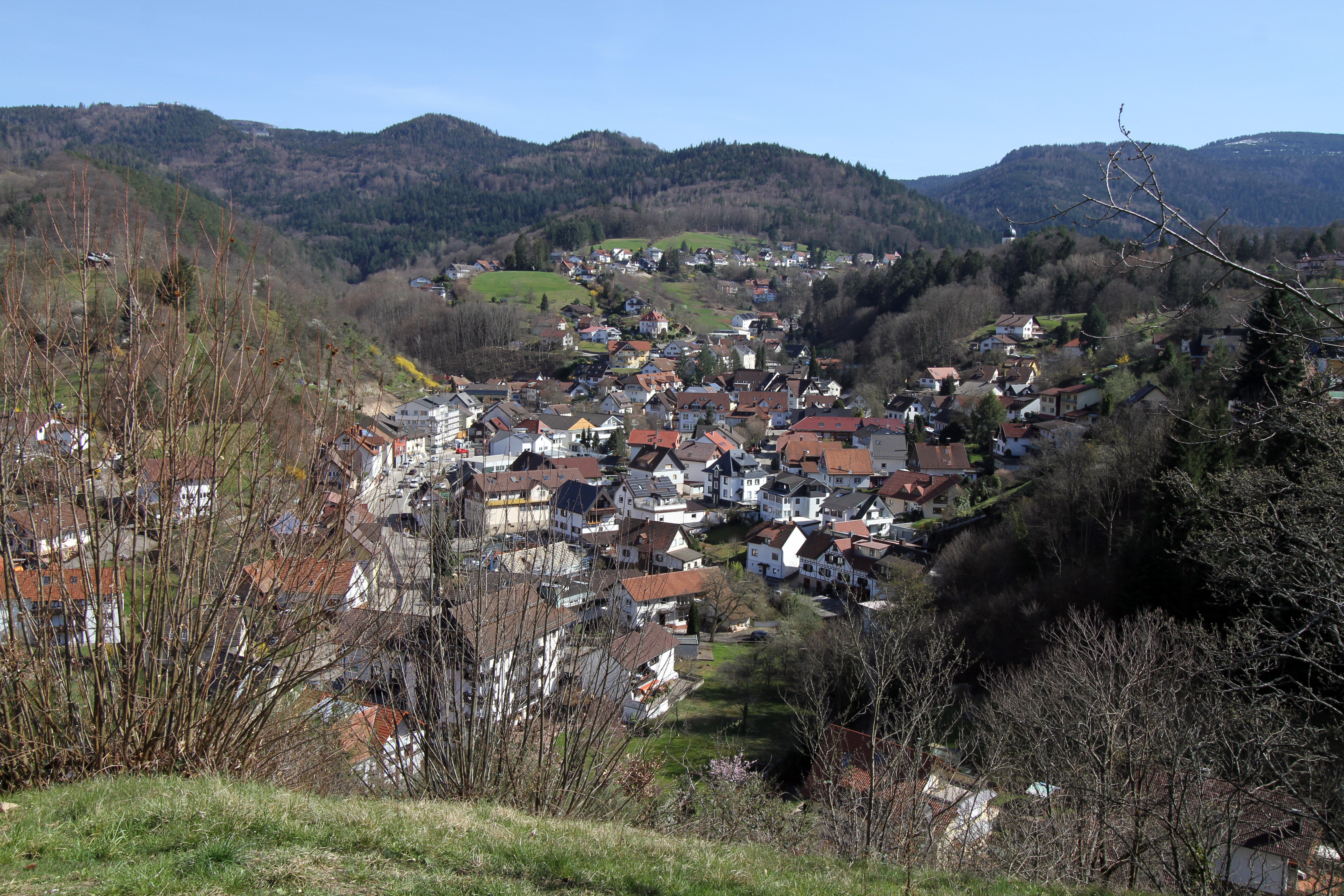
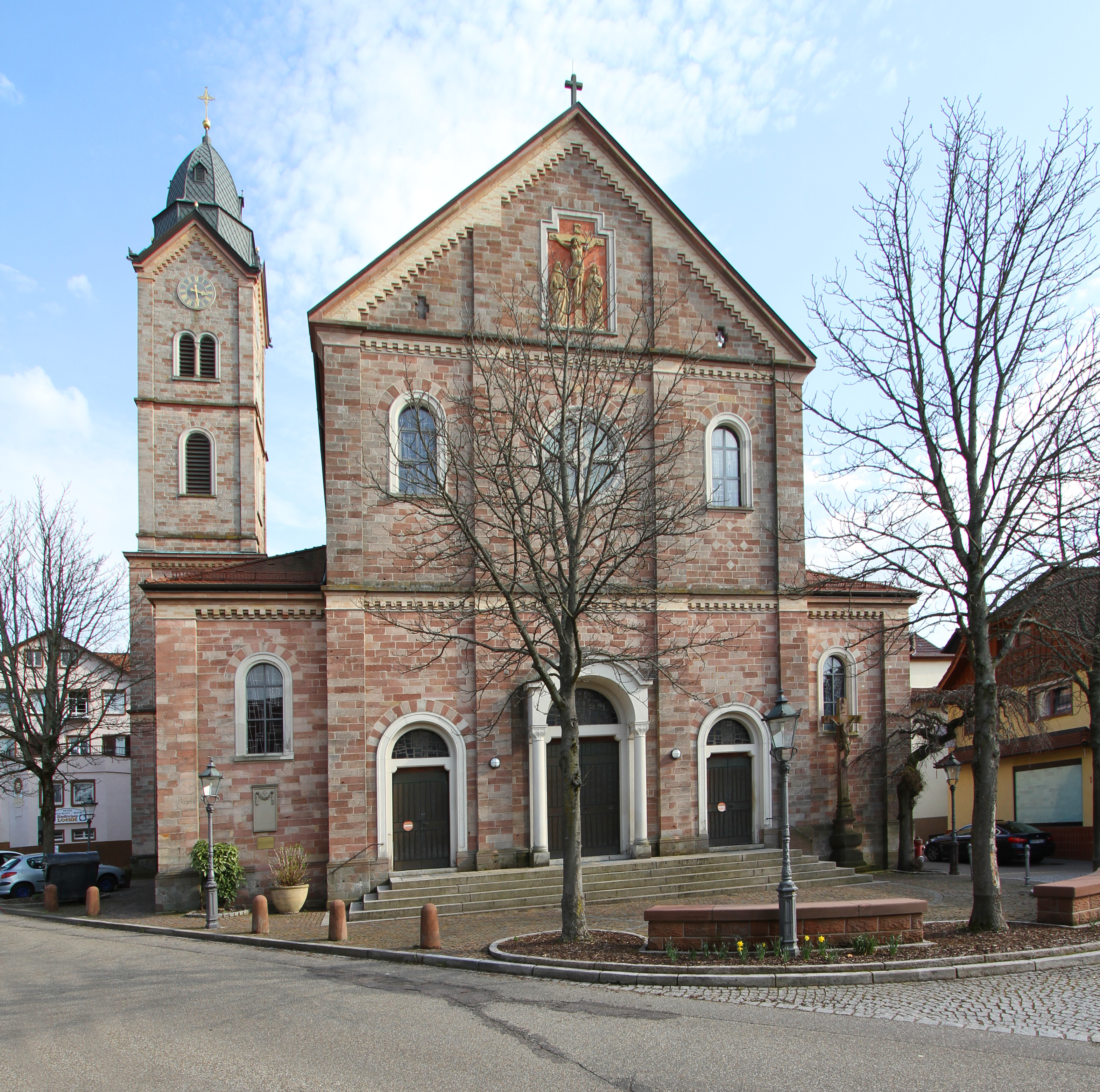
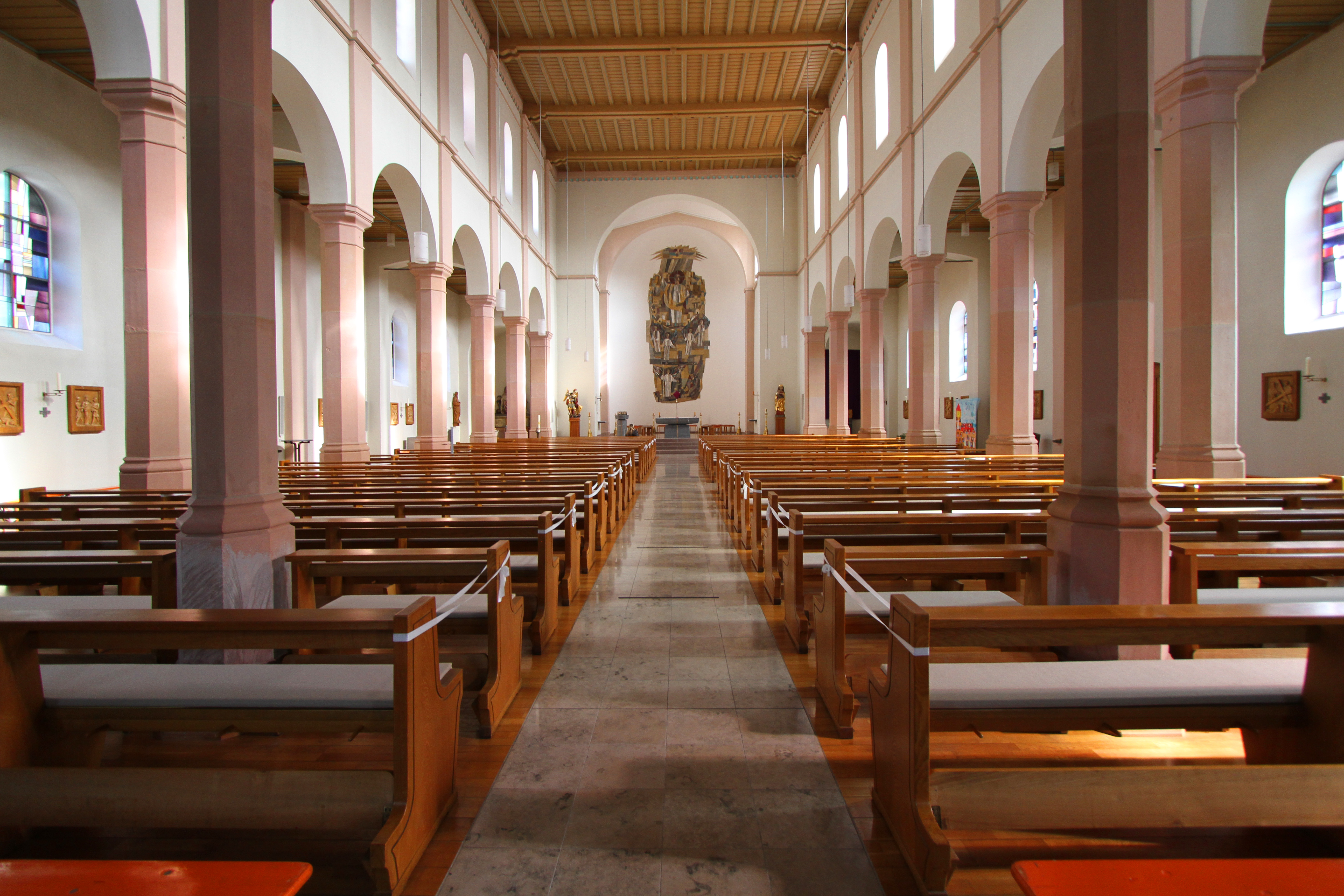
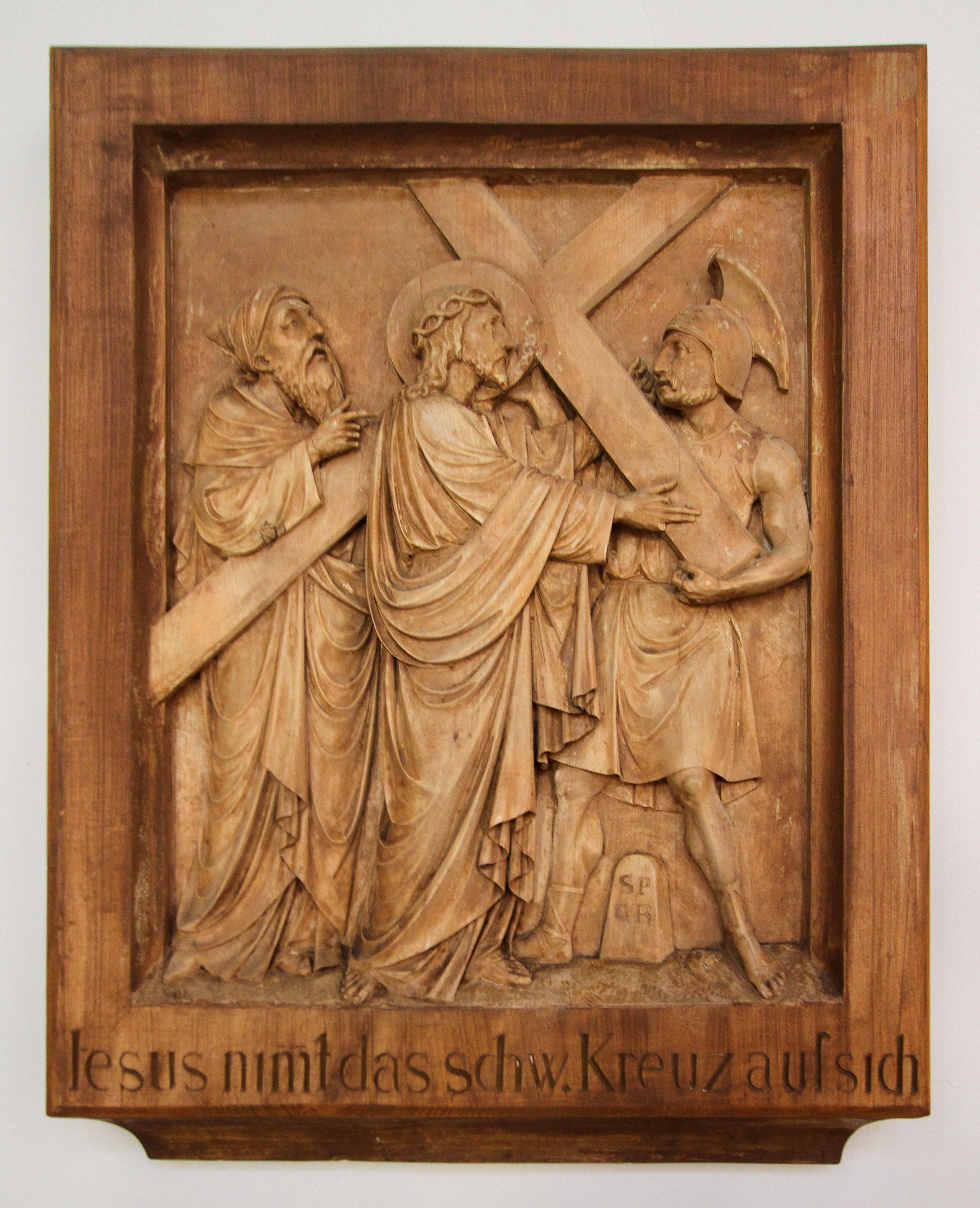
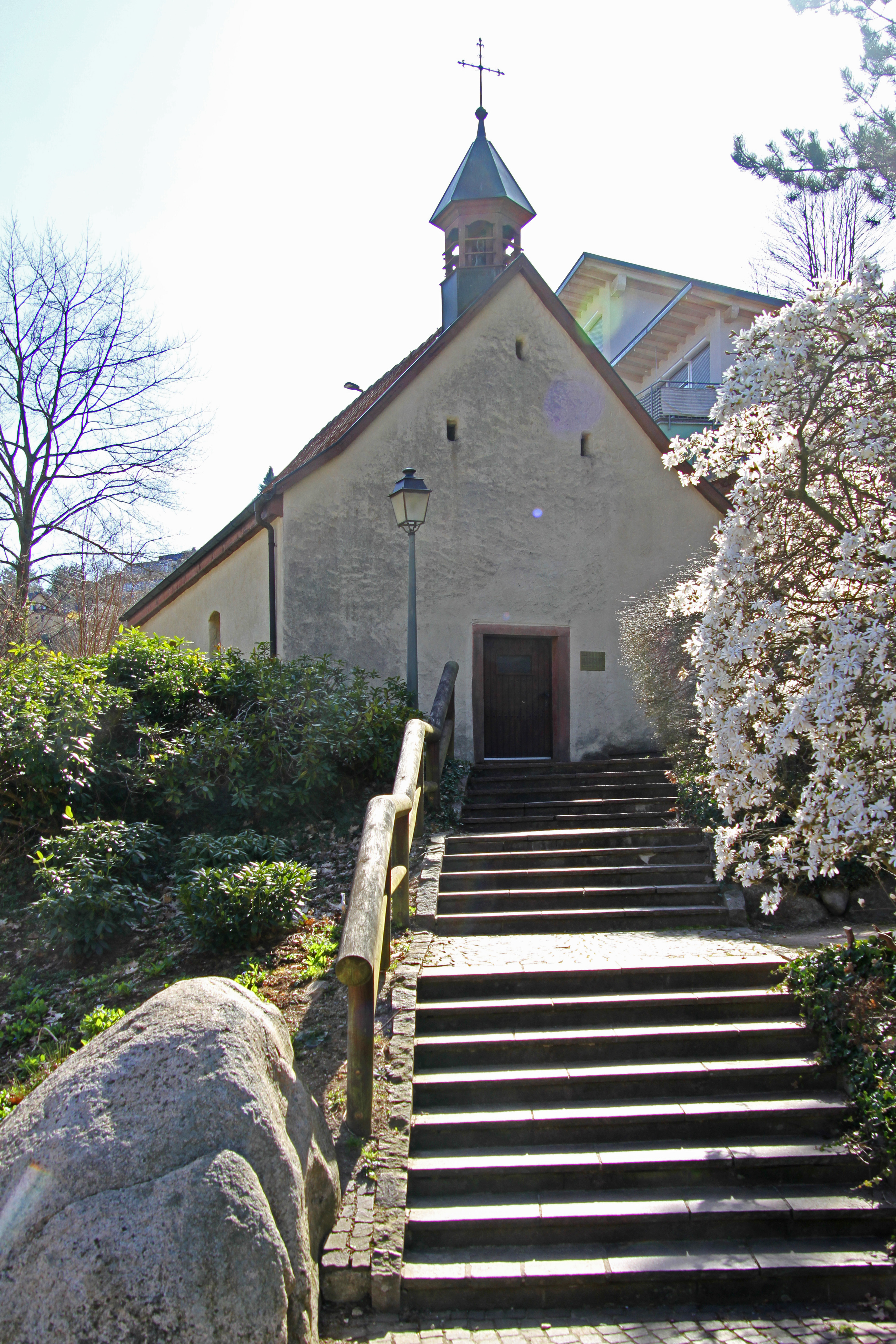
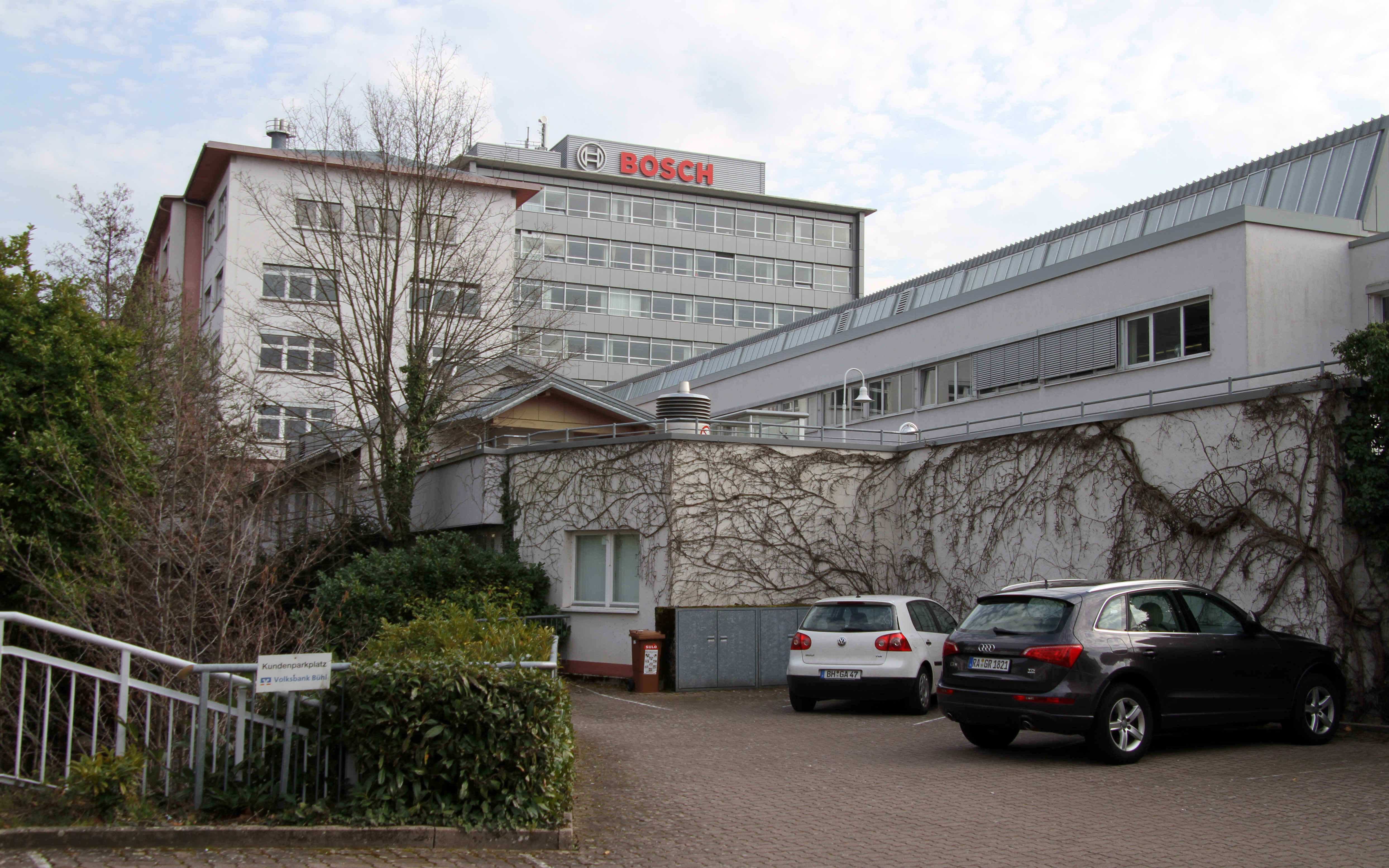
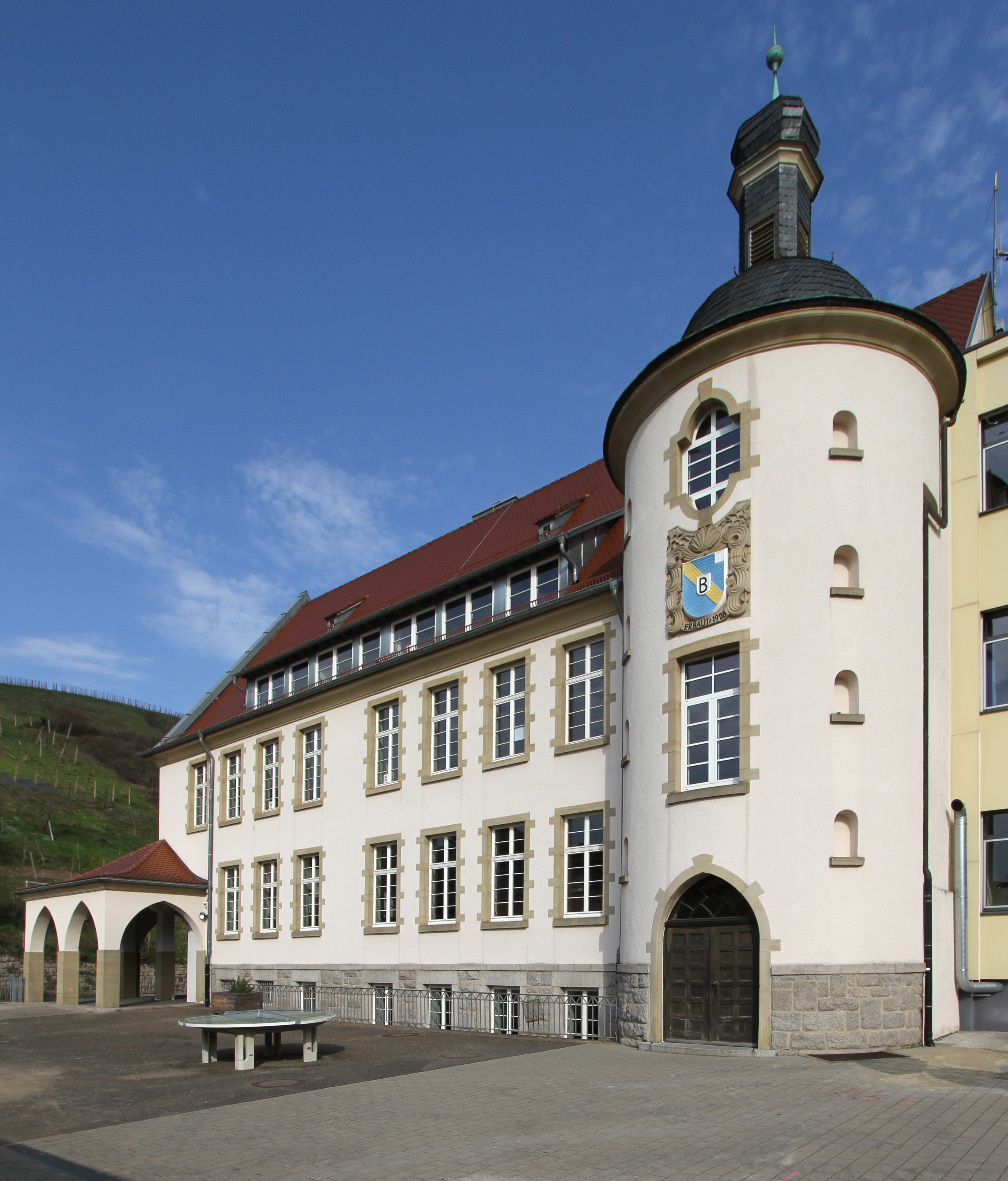
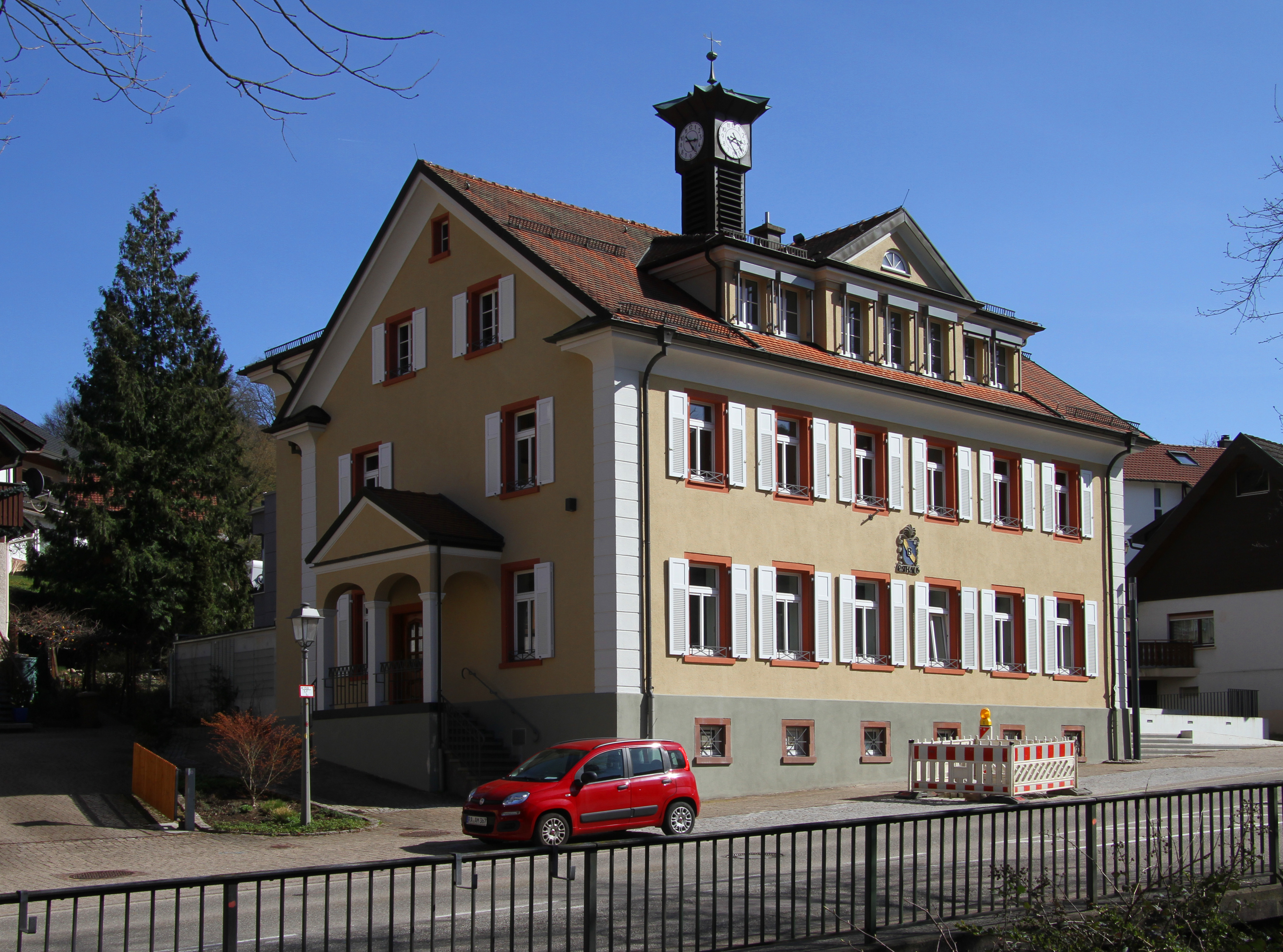
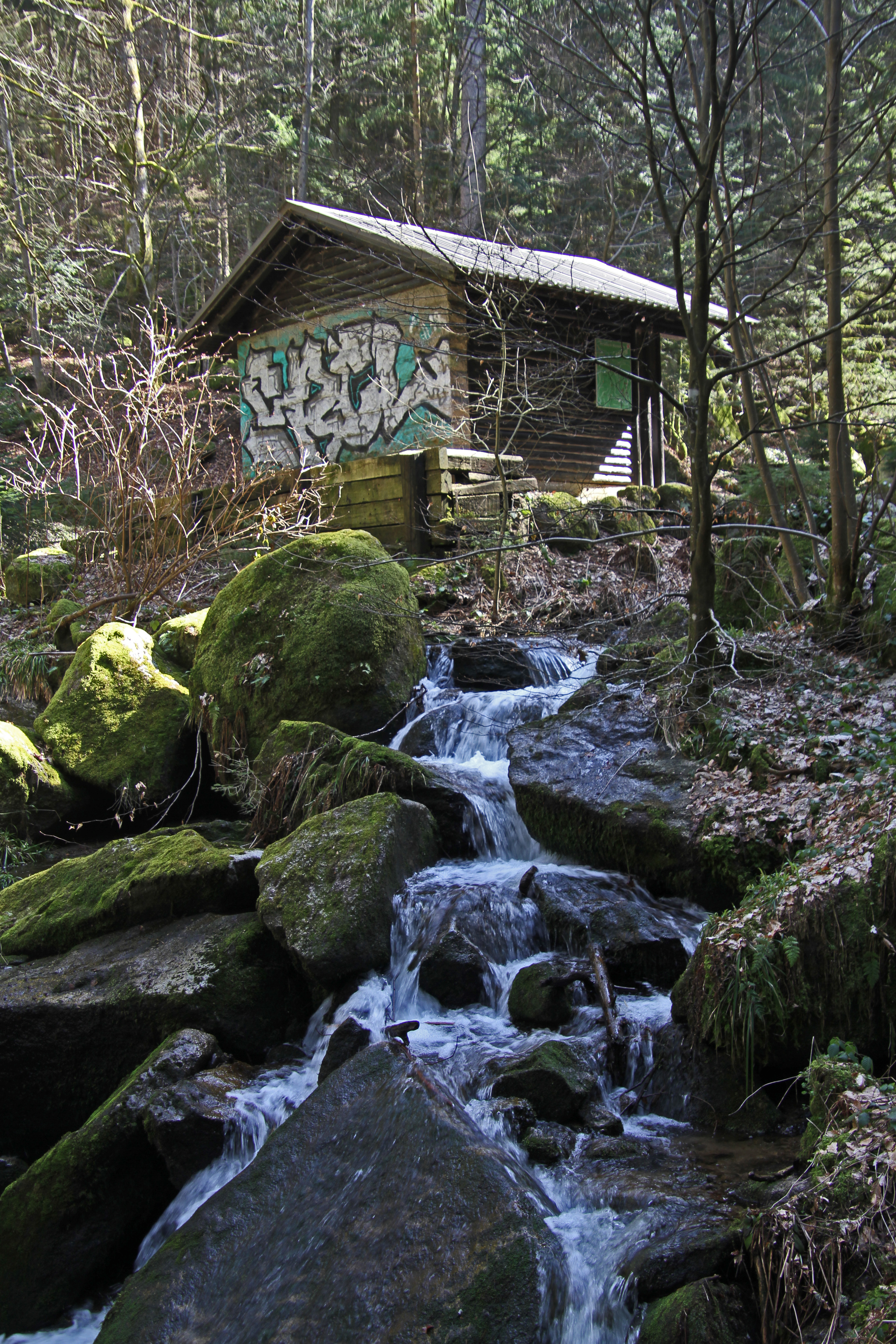